# BAR 002
El BAR 002 fue el coche con el que compitió el equipo de Fórmula 1 British American Racing en la temporada 2000 de Fórmula 1. Fue conducido por el Campeón del Mundo de 1997 Jacques Villeneuve y el brasileño Ricardo Zonta, ambos pilotos en su segundo año con el equipo.

## Temporada
El BAR 002 fue la temporada inaugural del suministro de motores Honda, una asociación que finalmente llevaría a que la compañía japonesa comprara el equipo para la temporada 2006. El coche tuvo su primer shakedown con el nuevo motor en el circuito de Silverstone en diciembre de 1999, donde Jacques Villeneuve completó 34 vueltas. Debido al enfoque en la confiabilidad del coche para el año 2000, visualmente el coche se parecía mucho al BAR 01 de la temporada anterior.
El BAR 002 se inauguró en el Centro Queen Elizabeth II de Londres el 24 de enero de 2000. Junto a los pilotos de tiempo completo Villeneuve y Zonta, Darren Manning fue contratado como piloto de pruebas y Patrick Lemarié continuó como piloto de desarrollo para la temporada. Esta fue la primera vez que se vio al BAR con su nueva librea Lucky Strike, alejándose de la marca dividida de Lucky Strike y 555 la temporada anterior.
Tras el fracaso de la temporada 1999 en la que BAR no anotó puntos; Tanto Villeneuve como Zonta anotaron puntos en la primera carrera en Australia. El cuarto lugar sería el mejor resultado de la temporada para coches, ya que Villeneuve lo logró en otros tres Grandes Premios en Francia, Austria y Estados Unidos de América. Zonta anotó puntos en un total de tres Grandes Premios en 2000.
Durante la temporada de agosto, se anunció que Ricardo Zonta sería reemplazado por Olivier Panis para la temporada 2001.<refhttps://www.independent.co.uk/sport/motor-racing/panis-in-twoyear-deal-with-ambitious-bar-695960.html></ref> Zonta luego criticó el ambiente en el equipo en 2000.
El equipo acabó quinto en el Campeonato de Constructores, con 20 puntos. Esta cifra fue igual a la del equipo Benetton, pero los podios de Giancarlo Fisichella aseguraron que el equipo anglo-italiano se mantuviera en cabeza.
En 2012, el chasis 020-05, que anotó puntos en manos de Zonta en el Gran Premio de Italia, se puso a la venta en una subasta en Mónaco. Había sido adquirido por Brawn GP al comprar los activos del antiguo equipo Honda F1 Team.

## Resultados
(Clave) (negrita indica pole position) (cursiva indica vuelta rápida)

| Año     | Motor     | Neu. | N.º | Pilotos            | 1   | 2   | 3   | 4   | 5   | 6   | 7   | 8   | 9   | 10  | 11  | 12  | 13  | 14  | 15  | 16  | 17  | Puntos | Pos. |
| ------- | --------- | ---- | --- | ------------------ | --- | --- | --- | --- | --- | --- | --- | --- | --- | --- | --- | --- | --- | --- | --- | --- | --- | ------ | ---- |
| 2000    | Honda V10 | B    |     |                    | AUS | BRA | SMR | GBR | ESP | EUR | MON | CAN | FRA | AUT | GER | HUN | BEL | ITA | USA | JPN | MYS | 20     | 5º   |
| 2000    | Honda V10 | B    | 22  | Jacques Villeneuve | 4   | Ret | 5   | 16  | Ret | Ret | 7   | 15  | 4   | 4   | 8   | 12  | 7   | Ret | 4   | 6   | 5   | 20     | 5º   |
| 2000    | Honda V10 | B    | 23  | Ricardo Zonta      | 6   | 9   | 12  | Ret | 8   | Ret | Ret | 8   | Ret | Ret | Ret | 14  | 12  | 6   | 6   | 9   | Ret | 20     | 5º   |
| Fuente: |           |      |     |                    |     |     |     |     |     |     |     |     |     |     |     |     |     |     |     |     |     |        |      |